# 40. leta v Španiji
V 40. letih dvajsetega stoletja, takoj po koncu državljanske vojne (1936-1939), je Španiji vladalo vse prej kot mir in svoboda, saj je vojno obdobje državo zaznamalo s strahom, boleznimi, revščino in represijo. Diktator, Francisco Franco, je prišel na oblast z ogromno podporo katoliške cerkve, vojsko ter špansko fascistična in nacionalsindikalistična politično stranko (Falange). 
Konec državljanske vojne
19. maja 1939, so v Madridu na veliko slavili in praznovali konec državljanske vojne z upanjem, da sledijo časi miru in veselja, vendar je s prihodom na prestol Francisco Franco začel nemudoma kazati svojo neomajno moč, izgnal skoraj pol milijona prebežnikov v Francijo, več kot 250.000 nasprotnikov je poslal v zapore in ljudi začel s pritiskom usmerjati v prisilna in zahtevna dela. Z uveljavitvijo novega zakona je začel pospešeno nadzorovati vse dobrine prebivalstva, tako da je praktično imel pregled nad življenju vsakega posameznika.  
»El pan negro« oziroma »črn kruh«
Simbol črnega kruh je bil simbol povojnega stanja oziroma vlada Francisca Franca, saj je predstavljal lakoto, vsesplošno pomanjkanje in številke bolezni, ki so se kar vrstile v tistih časih. Vzrok je tičal v omejitvah na področju trga in izmenjavi, kar pa je ljudi privedlo do kupovanja številnih prepovedanih drog, katere so uporabljali, da bi vsaj za trenutek, navidezno izšli iz obupne situacije. Prav tako obupen je bil vizualni pogled okolice z  uničenimi cestami, ogromnim zaostankom v razvoju na kmetijskem področju na podeželju, kjer so opravila še vedno opravljali z rokami, saj traktorjev niso poznali. 
Dionisio Ridruejo
Dionisio Ridruejo, eden glavnih vodij španske fašistične stranke, je oktobra leta 1942 dobil nalogo, da v mestu Ronda kaznuje vse, ki so bili proti frankističnemu način vladanja. Ozračje v mestu, v tistih časih, je bilo moreče in temačno, še nikoli prej v zgodovini se ni zgodilo, da bi toliko ljudi na enkrat bilo oblečenih v črnino. Ljudje so postajali vedno bolj nezaupljivi, skeptični, poleg tega je v mestu zavladal vsesplošen strah pred novimi napadi. Šele zdaj so se ljudje začeli zavedati, kakšno škodo je na njih pustila in jim prizadela državljanska vojna. 
Nacistična invazija na Sovjetsko zvezo in španski prostovoljni vojaki

Leta 1941 je španski minister za zunanje zadeve, Ramón Serrano Súñer, uspel urediti, da so lahko španski vojaki šli v Rusijo, v boj na strani Nemcev. Vse do leta 1943 je v bližino Leningrada prepotovali vsaj 50.000 vojakov, vendar ko se je začela kazati jasna slika in očitna premoč Rusije, so se španci umaknili in se vrnili v nevtralno stanje ter se posvetili ponovnemu vzpostavljanju španskega nacionalizma, ki je temeljil na katoliški veri. Cerkev je igrala ključno vlogi v času diktature, saj je imela nadzor tako nad šolstvom in cenzuro vseh časopisov ter knjig, kot tudi nad vsemi navadami in običaji mest in vasi. 
Zaostala država in iskanje rešitev
Jasno je, da je Španija v letu 1950, veljala za eno izmed najbolj nazadovanih držav v Evropi. Neznosna zmeda v državi je povzročila številne migracije, saj je skoraj 5 milijonov ljudi v tujino, kjer bi si poiskali delo in boljše pogoje za življenje. Kljub vsemu, so posledice pripeljale do tega, da so na podlagi primerjav z ostalimi članicami Evrope, začeli iskati rešitve za njihovo ekonomsko krizo, kar so začeli s planom o ponovn, ekonomski vzpostavitni in osvoboditvi  (Plan de Estabilizacion y Liberalizacion Economic). Prvi korak s spremembi so naredili z ukinitvijo takratne denarne valute »peseta«, nadaljevali z nadzorom javne porabe, nekoliko so sprostili in odprli meje trgovanja in tako dopustili, da novosti iz sveta vstopijo v njihov prosto. Največji napredek se je že kaj kmalu po začetku uvedbe plana zgodil v avtomobilski, kemični, prehrambeni in kovinarski industriji, poleg tega so tuja podjetja začela prodirati na španski trg in na njihovih tleh ustanavljati ter vlagati v večja podjetja. S spremembno na industrijskem področju pa je prišlo do ogromnega ločevanja v družbenih slojih, se pravi, da so se oblikovali novi sloji, kot je srednji sloj, ustanovilo se je veliko tehničnih poklicev in s tem delavnski sloj, prav tak so potrebovali administracijske kompetence. Vse to pa je vplivalo na večjo porabo goriv, kupovanja domačih, električnih pripomočkov in avtomobilov. Posledično je ljudstvo začelo množično povpraševati po večji izobraževalnih možnostih, več časa in denarja so začeli namenjati preživljanju prostega časa in kako ga preživeti na najbolj dinamičen način, na kar so seveda vplivale novosti iz tujih država. Vendar teh novosti in spoznanj o življenju v drugih državah je bilo toliko in bile so tako raznovrstne, da so se državljani začeli upirati in kazali svoje nezadovoljstvo s protesti, saj v Španiji še vedno ni bilo vse tako kot mora biti. Začeli so se tudi prvi teroristični napadi. Ampak čeprav je Franco vztrajal s svojimi frankističnimi idejami do zadnjega dneva svojega življenja, se je v državi korak za korakom že čutil prihod novih, bolj svobodnih časov in vzporednih z drugim delom sveta.
VIRI
1. CARLOS GIL ANDRÉS (2013). 50 cosas que hay que saber sobre historia de España. [archivo PDF]. Barcelona. Editorial Planeta, S. A. Recuperado de https://e-ucenje.ff.uni-lj.si/pluginfile.php/172781/mod_resource/content/4/50%20COSAS%20QUE%20HAY%20QUE%20SABER%20SOBRE%20HISTORIA%20DE%20ESPANA.pdf  [Consulta: 10 de mayo de 2016]
2. JULIJO VALDEON, JOSEPH PEREZ, SANTOS JULIA. (2003). Historia de España. [archivo PDF]. Madrid. Editorial Espasa Culpe, S.A. Recuperado de https://e-ucenje.ff.uni-lj.si/pluginfile.php/200190/mod_resource/content/1/Julio%20Valdeon%20Joseph%20Perez%20Santos%20Julia%20Historia%20de%20Espa%C3%B1a.pdf  [Consulta: 10 de mayo de 2016]